# De Havilland DH.87 Hornet Moth
Il de Havilland DH.87 Hornet Moth fu un monomotore biplano a cabina chiusa sviluppato dall'azienda britannica de Havilland Aircraft Company negli anni trenta.
Realizzato per il mercato militare come potenziale sostituto per l'addestratore di successo DH.82 Tiger Moth e caratterizzato dall'innovativo disegno a posti affiancati della sua cabina di pilotaggio, configurazione utilizzata con successo dai futuri addestratori, dato il mancato interesse da parte della RAF venne proposto con un buon successo di vendite sul mercato dell'aviazione generale.

## Storia del progetto

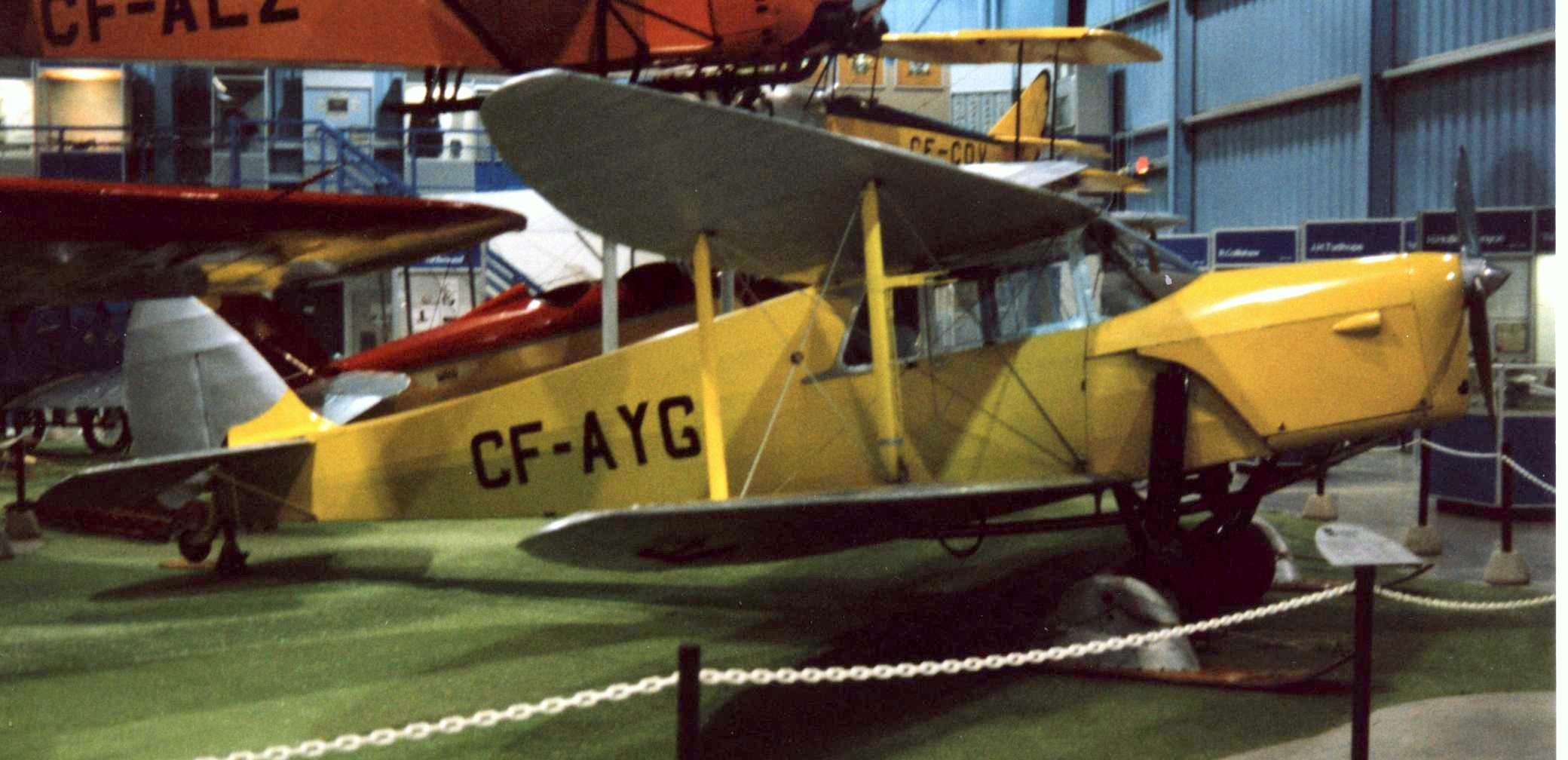
DH.87A con l'ala originale rastremata. Wetaskiwin, Alberta, giugno 1996.

Il prototipo volò la prima volta nel 9 maggio 1934 e fu posto, assieme ad altri due DH.87 pre-produzione, in un pesante ed estensivo programma di test che si concluse nell'agosto del 1935 quando fu prodotto il primo velivolo in serie (DH.87A). Questa versione del mezzo, a causa del disegno delle ali, aveva problemi di stabilità, specialmente nelle delicate fasi di atterraggio e decollo, che facilmente portavano il pilota a manovre azzardate con conseguente pericolo per gli uomini a bordo e per il mezzo stesso. Dall'inizio del 1936, de Havilland, offrì ai possessori del DH.87A la possibilità di sostituire le ali della prima versione con le nuove appositamente sviluppate ad un prezzo molto ridotto. I nuovi velivoli prodotti con questa conformazione alare presero la denominazione di DH.87B; a causa di questa modifica il peso del velivolo aumentò un poco e le prestazioni generali diminuirono leggermente.
Furono prodotti in totale 164 aerei e di questi 84 furono registrati in Inghilterra. Un piccolo numero di DH.87 fu utilizzato dalla RAF durante la Seconda guerra mondiale come aereo da collegamento. I mezzi sopravvissuti furono, col tempo, molto apprezzati dagli appassionati d'aerei d'epoca e tutt'oggi esistono esemplari in condizioni di volo.

## Versioni
- DH.87 Hornet Moth : Prototipo.
- DH.87A Hornet Moth : Prima produzione in serie.
- DH.87B Hornet Moth : DH.87A con una diversa configurazione alare a causa di problemi di stabilità della versione precedente.

## Utilizzatori

### Civili
Regno Unito
 Australia
 Austria
 Belgio
 Canada
 Francia
 India
 Sudafrica
 Spagna
 Svizzera

### Militari
Canada
- Royal Canadian Air Force

 Portogallo
- Arma da Aeronáutica Militar

 Sudafrica
- South African Air Force

 Regno Unito
- Royal Air Force

## Il DH.87 in letteratura

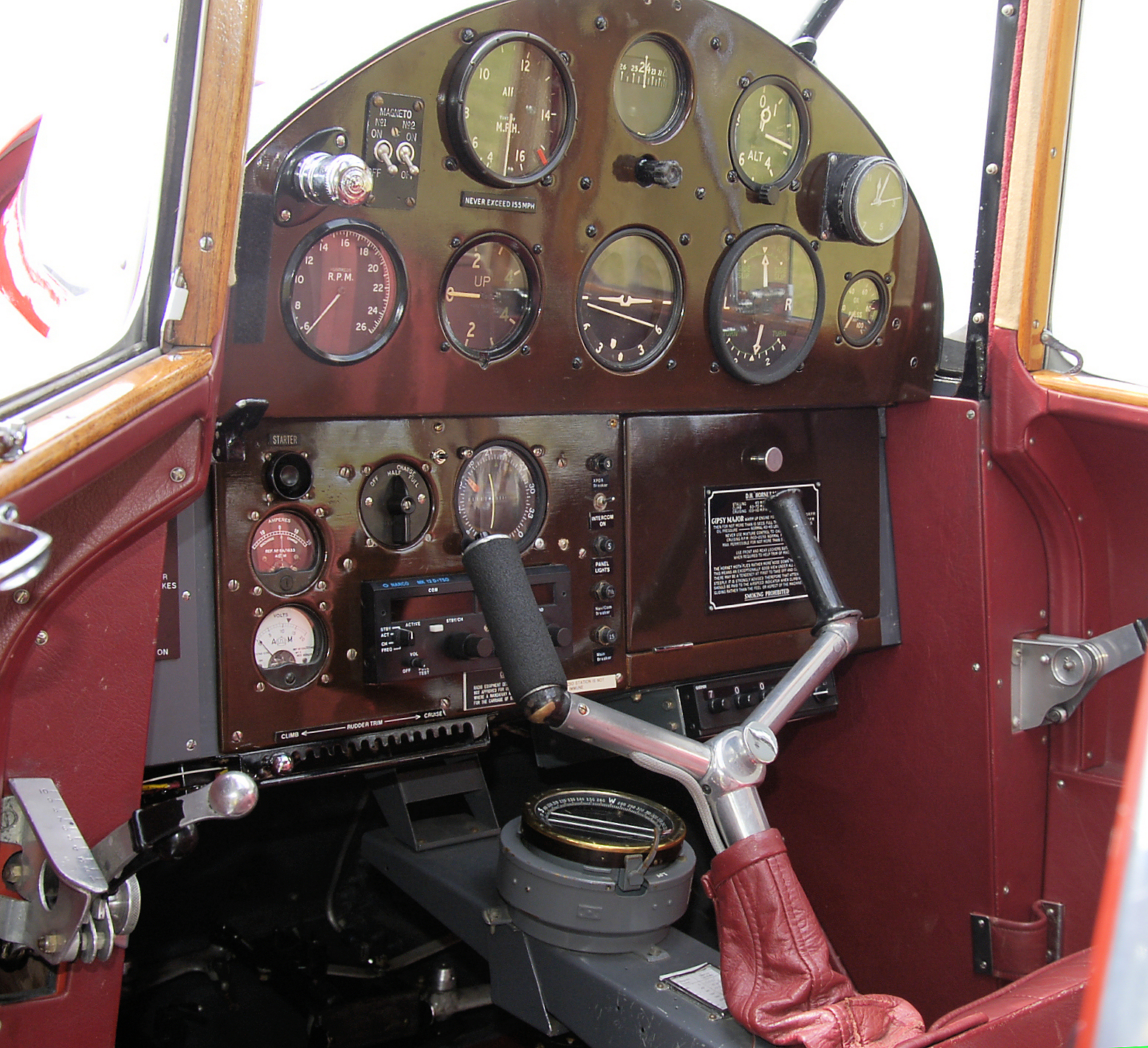
Il cockpit di un DH.87B.

Un DH.87 Hornet Moth compare nel romanzo del 2002 di Ken Follet, Il volo del calabrone.